# Rosa von Viterbo

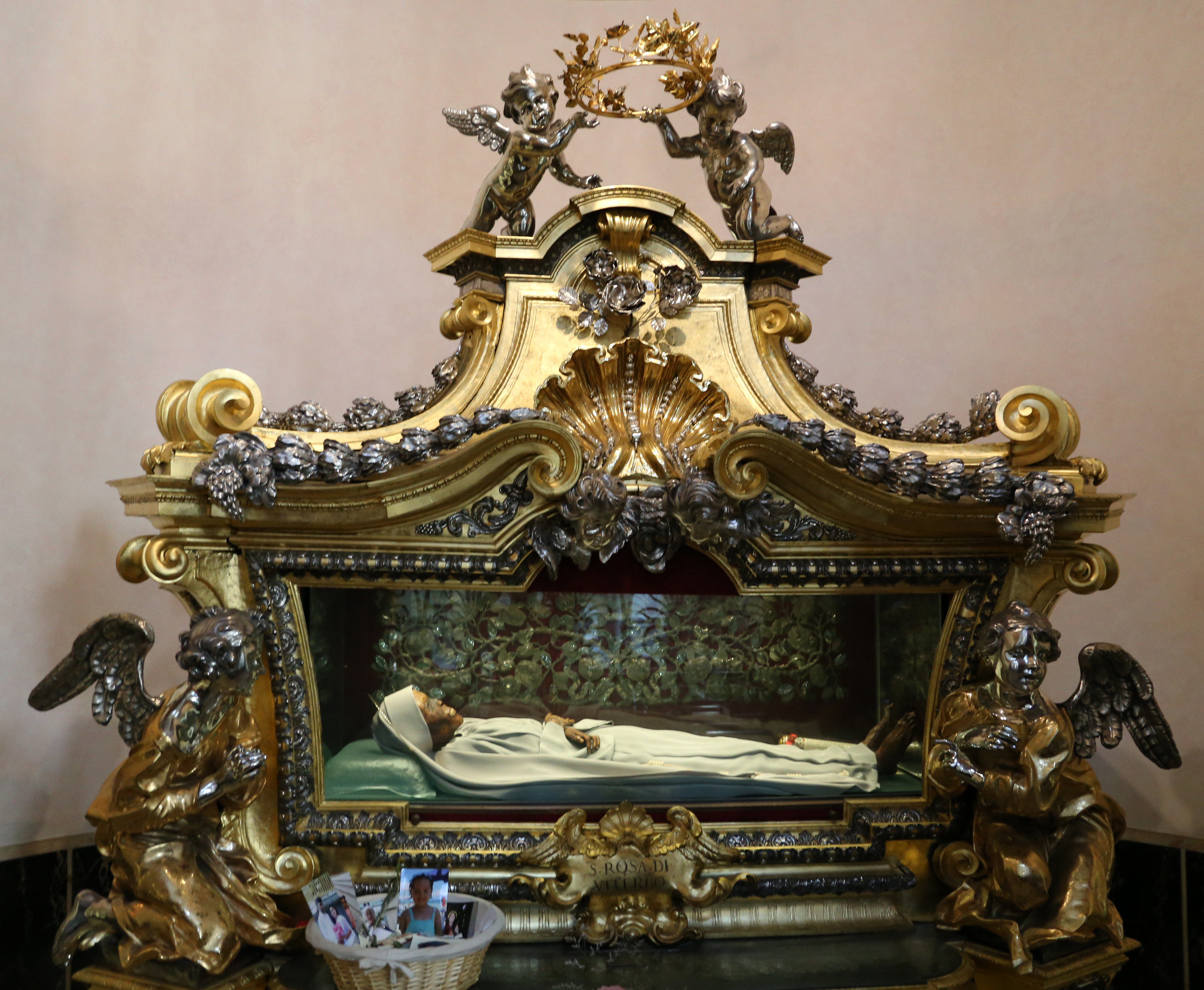
Der Reliquienschrein

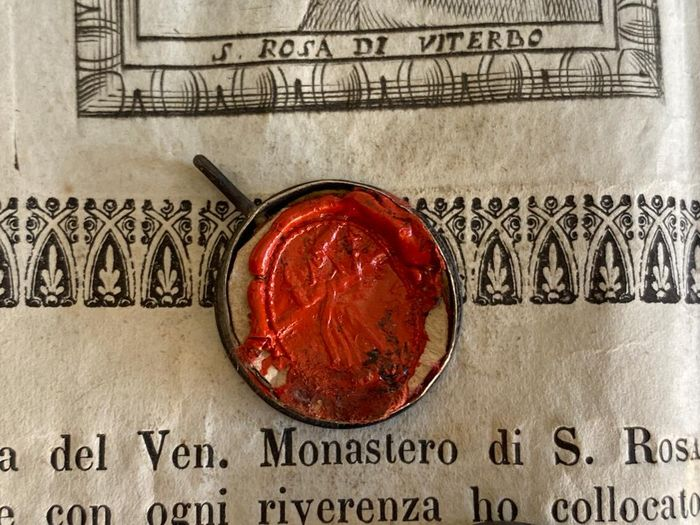
Partikel des Kleides wurden zur Reliquie

Rosa von Viterbo (* 1233 in Viterbo; † nach Dezember 1250 und vor dem 25. November 1252, ebenda) war eine Pönitentiarin und Mystikerin, die wegen ihres Streites mit Katharern und Ghibellinen zeitweise Viterbo verlassen musste. In der katholischen Kirche wird sie als Heilige verehrt, auch wenn der Heiligsprechungsprozess nie abgeschlossen wurde.

## Leben

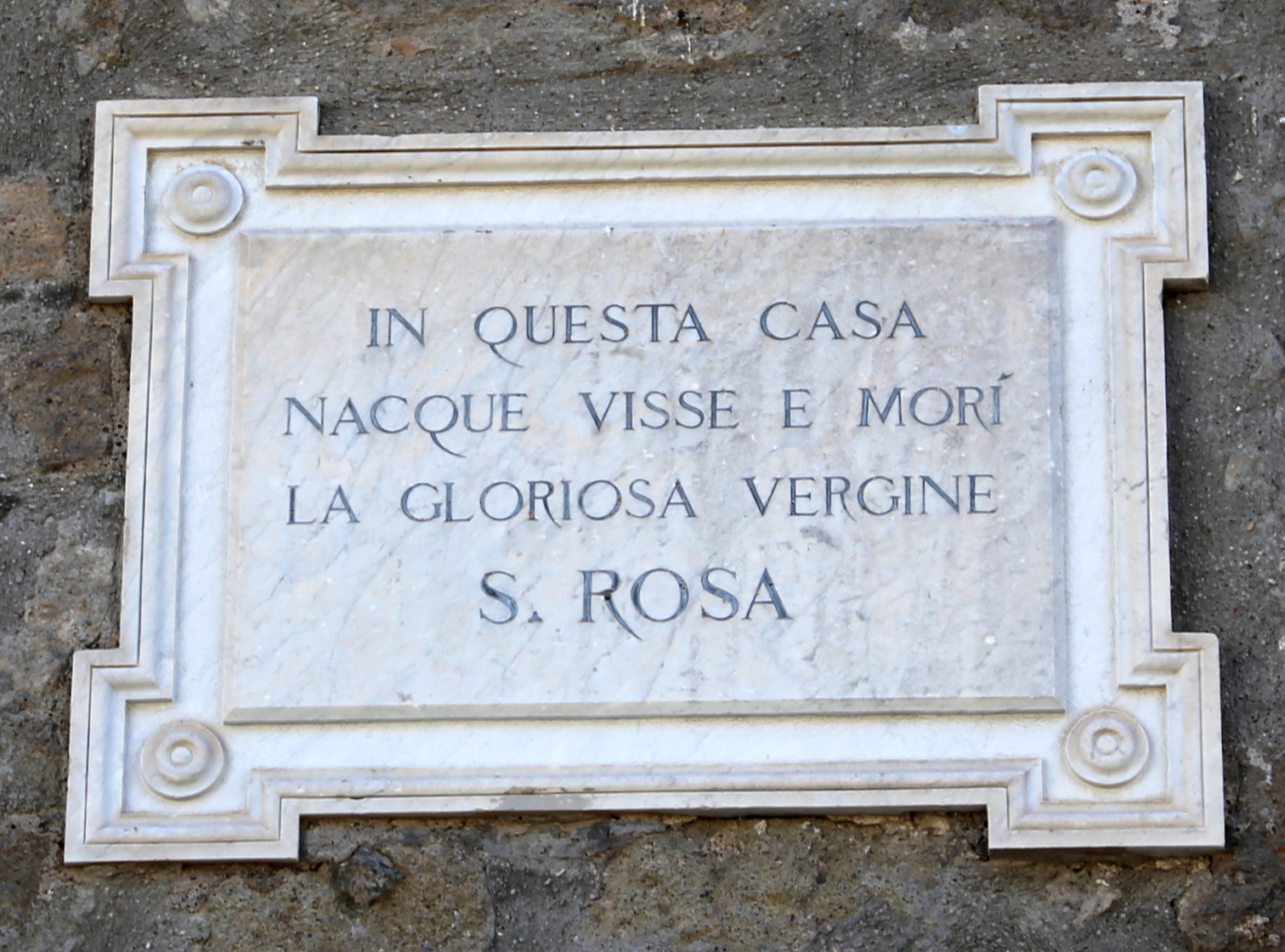
Eine Tafel am Geburtshaus Rosas erinnert daran, dass ‚die ruhmreiche Jungfrau‘ („la gloriosa vergine“) dort geboren worden, gelebt habe und gestorben sei.

Erst spät, im Jahr 1457, werden die Namen ihrer Eltern genannt. Diese besaßen ein Haus, das sich heute innerhalb des Klosters, das der als heilig Verehrten geweiht ist, befindet, nämlich im Quartier San Matteo in Sonza der Gemeinde Santa Maria in Poggio. Außerdem besaßen sie demnach einen Esel und vielleicht ein Grundstück außerhalb der Stadtmauern.
Das Hauptereignis ihres Lebens, mit dem auch die Vita I ihre Erzählung eröffnet (s. u.), war eine schwere Krankheit, die sie zwang, das Bett zu hüten. Den Kulminationspunkt fand diese zwischen dem 21. und 22. Juni 1250, wobei die Quelle sogar die Wochentage angibt. Tatsächlich litt Rosa, wie sich anhand ihrer Reliquien nachweisen ließ, nicht an Tuberkulose, wie bis 1999 angenommen wurde, sondern an einer schweren, angeborenen Krankheit, dem Cantrell-Syndrom. Dabei handelt es sich um eine Herzkrankheit in Verbindung mit Brustbeindeformationen, die zum frühen Tod führt. Die Verschlechterung ihres Gesundheitszustandes mündete in eine Agonie mit Totenvisionen. In Gegenwart ihrer Mutter und vieler anderer Frauen begann sie die Jungfrau zu loben, sowie deren Mutter, die hl. Anna, und sie erinnerte an die Predigt zum Kreuzzug Ludwigs IX., ein zu dieser Zeit gängiges Thema der Minoritenpredigt. Auf dem Boden ausgestreckt, eine Form, in der man auf weltlichen Besitz verzichtete, bat sie die Mutter um die Tonsur, den Gürtel und die „tunica de cilicio“. Im Gegensatz zu diesem Verlauf in der Vita I berichtet die Vita II, dies habe nicht in der Nacht, sondern am Tage stattgefunden, vor dem Klerus und in der Gemeindekirche. Aus diesen Ritualverläufen wurde geschlossen, Rosa sei eine Pönitentiarierin gewesen. Auch wenn später gefolgert wurde, sie habe sich den franziskanischen Pönitentiaren zugewandt, so gibt es doch keinerlei Hinweise, dass diese in Viterbo Mitte des 13. Jahrhunderts vertreten waren.
In jedem Falle blieb das Ereignis kein privates, denn viele „mulieres“ (Ehefrauen) der Gemeinde, die in ihrem Haus zusammenkamen, begannen bereits am nächsten Tag eine feierliche Prozession. Diese verband die Kirchen S. Giovanni in Zoccoli, S. Francesco (damit die Verbindung zu den Franziskanern) und die Gemeindekirche S. Maria in Poggio. Rosa erhielt den Segen ihrer Eltern, der Anwesenden und eines Priesters, was ihre Erfahrung noch mehr legitimierte. Die besagten Frauen lebten keineswegs in „domibus propriis“, in ihren eigenen Häusern, sondern wohl eher in einer religiösen Gemeinschaft. Möglicherweise stammt die Erzählung ursprünglich von jenem Pietro Capotosto, Priester von S. Maria in Poggio, der die frühe Verehrung Rosas und ihre schnelle Kanonisierung betrieb. Eine weitere institutionelle Folge brachte der Verlauf ihrer mystischen Erfahrung. Als sie nämlich, wie es üblich war, bei Herzproblemen einen Zweig Minze auf die Brust legte, um den Schmerz zu lindern, gab sie diesen an ihre Mutter mit den Worten zurück, der Minzzweig sei „unum ex lateribus huius domus quae permanebit in monasterio meo“. Daraus wurde geschlussfolgert, dass über ihrem Haus ein Kloster entstehen sollte, wogegen sich die Franziskaner der nahe gelegenen Kirche S. Maria und die römische Kurie jedoch verwahrten. Auch dies wird dementsprechend nur in der Vita I erwähnt, während dieser Vorgang in der Vita II fehlt. Erst 1661 wurde ihr Haus in das Kloster, wenn auch in Randlage, integriert. Ein weiterer öffentlicher Aspekt ergab sich mit Blick auf ihre Rechtgläubigkeit. Rosa begann nämlich, „assidue, cum cruce in manibus“, unausgesetzt, mit dem Kreuz in den Händen, sechs Monate lang ein Apostolat, bis der Podestà des Kaisers, Mainetto di Bovolo, aufgefordert „a quibusdam haereticis, qui in eadem civitate publice tunc temporis morebantur“, sie zu vertreiben. Damit wurde sie zur Bekämpferin von Häretikern, hier wohl der ortsansässigen Katharer, die den Podestà zur Vertreibung aufgefordert haben soll.
Gegen den Widerstand ihrer Familie, einschließlich ihres Vaters, wurde Rosa zunächst in das Kastell von Soriano in den Monti Cimini verbannt. Dieses gehörte den Ghibellinen, den kaiserlichen Anhängern, den Guastapani. Dort kam sie am 5. Dezember 1250 an, um sogleich ein großes Ereignis anzukündigen. Tatsächlich erreichte die Nachricht vom Tod des Kaisers wenig später das Kastell. Zehn Tage später ging Rosa mit den Ihren nach Vitorchiano, wenige Kilometer von Viterbo entfernt. Dort blieb sie drei Tage, und wirkte, wie die Quelle von 1457 und die Vita II berichten, bereits Wunder, wie etwa die Heilung der blinden Delicata.
Im Unklaren lassen uns die Quellen, wann und unter welchen Umständen Rosa nach Viterbo zurückkehrte. Die Damianitinnen von S. Maria lehnten ihr Gesuch ab, bei ihnen leben zu dürfen, entweder mangels Platz oder mangels Ausstattung. Laut der Vita II prophezeite sie nun die Translation ihres eigenen Körpers ins Innere des Klosters. Ihre letzte Erfahrung machte sie mit der selbstgewählten Einsperrung, wie sie zu dieser Zeit häufiger praktiziert wurde.
Rosa starb wohl im Frühjahr 1251. Sicher ist, dass sie zum Zeitpunkt des Todes Friedrichs II. noch lebte, gestorben ist sie in jedem Falle vor dem Mandat Sic in Sanctis suis vom 25. November 1252, das nur noch in päpstlichen Registern überliefert ist. Da Friedrich am 13. Dezember 1250 verschied, und noch einige Tage hinzugezählt werden müssen, bis die Nachricht Rosa erreichte, ist sie wohl frühestens um die Jahreswende 1250/51 gestorben.

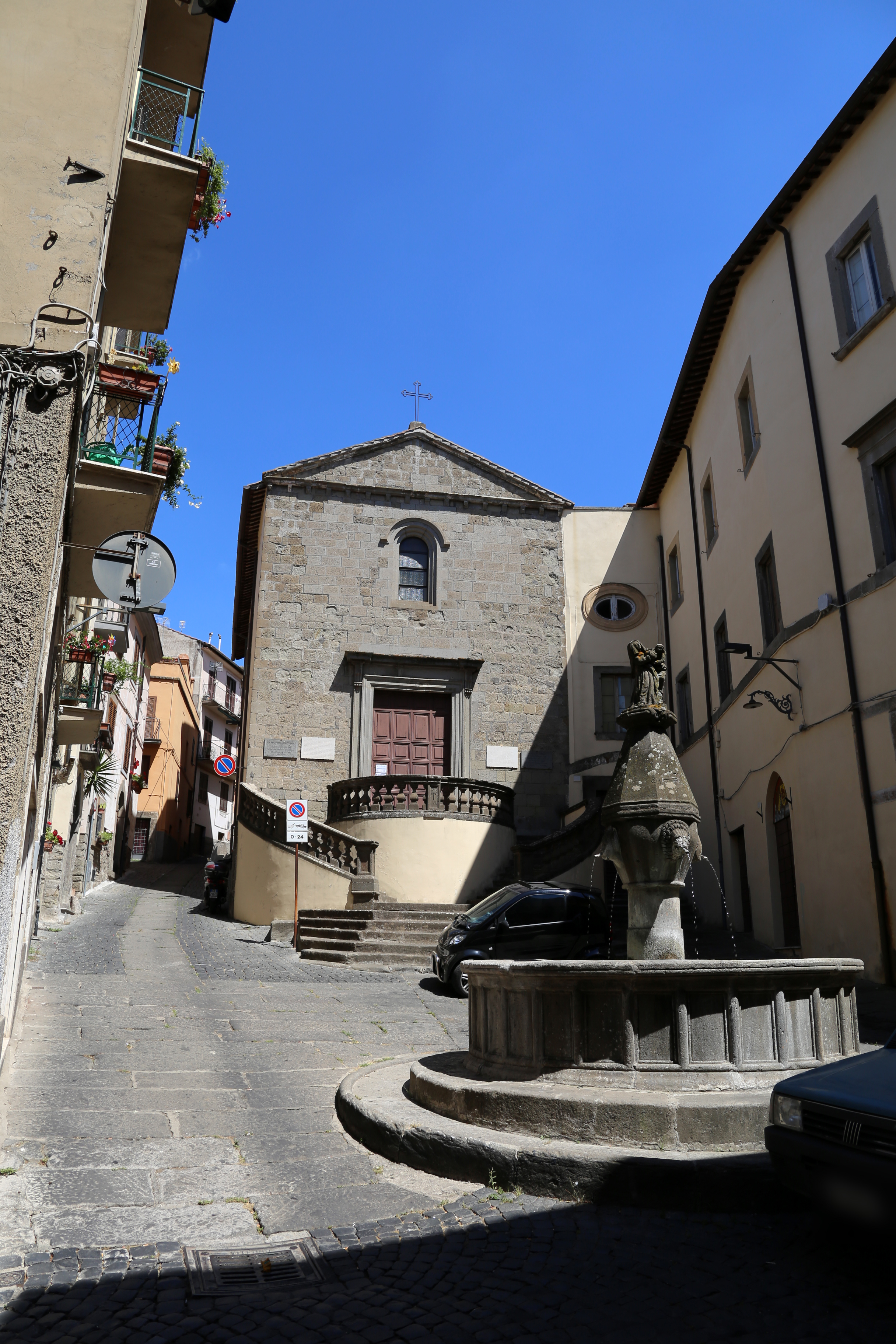
Santa Maria in Poggio, 2017

Begraben wurde sie in S. Maria in Poggio, wo ihr Körper 18 Monate verblieb. Dies entsprach der Frist bis zur inspectio corporis im Vorfeld der Heiligsprechung. Die Bulle von 1252 weist bereits auf einen einsetzenden Kult hin. Rosas Erscheinungen kamen Papst Alexander IV. zu Ohren, der 1257 bis 1258 mitsamt der Kurie in Viterbo weilte. Dieser veranlasste die Translation zu den Damianitinnen. An dieses Ereignis des Jahres 1258 erinnert die ab dem 17. Jahrhundert ununterbrochen dokumentierte Prozession.

## Hauptquellen
Neben den Litterae Sicut in sanctis suis, dem Mandat zur Untersuchung der Angelegenheit an den Dominikanerprior von Viterbo und den Archipresbyter von San Sisto in Viterbo, und der Forma interrogatorii, den Anweisungen für die Durchführung der Befragung, im Vatikan (Archivio Vaticano, Regesto, Inn. IV, A X, Ep. 240, c. 219r; Ep. 241), sind die beiden Hauptquellen erzählender Natur, von denen die erste verhältnismäßig zeitnah, nämlich kurz nach der Mitte des 13. Jahrhunderts entstand. Die erzählende Darstellung entstand im Vorfeld der Kanonisierung, die Papst Innozenz IV. 1252 betrieb, deren Akten allerdings nicht überliefert sind (Vita I, Viterbo, Archivio del monastero di S. Rosa, Diplomatico, s.n., und Fondo Antico, ms. 2 palch. 7, n. 163, c. 57–74). Zu Anfang des 14. Jahrhunderts entstand ebenfalls durch einen Anonymus eine weitere Vita (Vita II), die die Einzelheiten der ersten Vita durch weitere Details aus schriftlicher und mündlicher Überlieferung ergänzte. Vielleicht zusammen mit den verlorenen Akten verbrannte diese Darstellung im Brand von 1357.
Eine vierte Quelle stellen die Akten des nicht abgeschlossenen Verfahrens von 1457 unter Calixt III. dar. Eher diplomatischer Natur reihen sich darin 264 Zeugenaussagen aneinander (Acta Sanctorum, Antwerpen 1748, S. 477–479). Die Akten sind bereits Ausdruck einer weit fortgeschrittenen oralen Tradition von dementsprechend geringer Verlässlichkeit.

## Verehrung

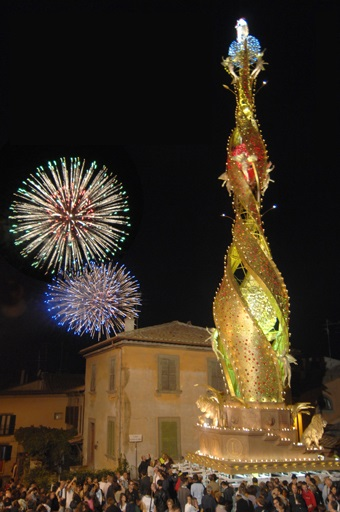
Die Macchina di Santa Rosa, 2013

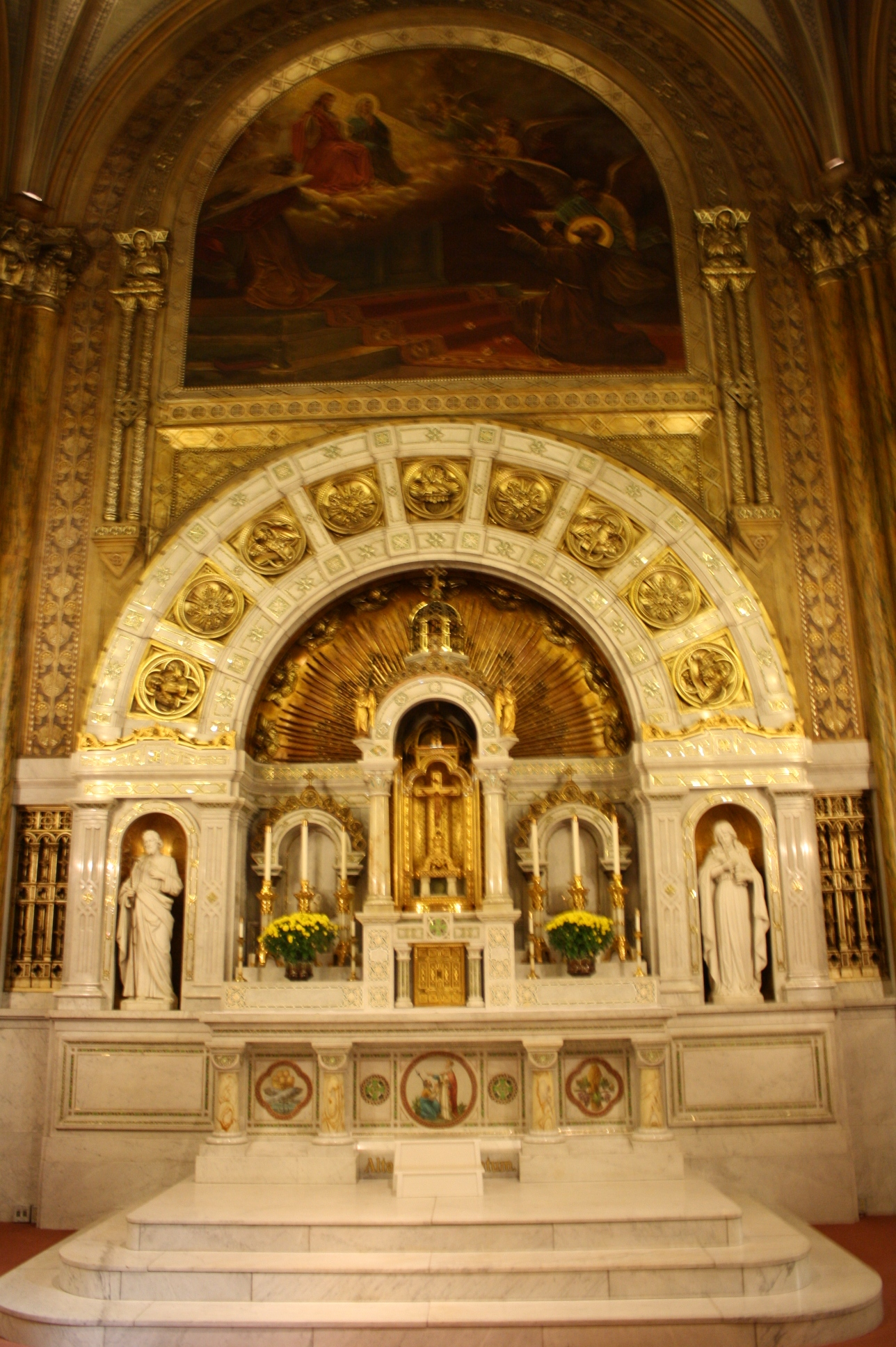
Altar in der St Rose Chapel des St. Rose of Viterbo Convent

Rosa starb mit etwa 17 Jahren vielleicht am 6. März 1252. Wenige Jahre später wurde ihr unverwester Leichnam in die Kirche des Klosters überführt, wo er in einem Reliquienschrein aus Glas ruht und von zahlreichen Pilgern verehrt wird. Rosa von Viterbo wurde ins Martyrologium Romanum aufgenommen, obwohl der Heiligsprechungsprozess formal nie abgeschlossen wurde.
Rosa ist Schutzpatronin der katholischen Mädchen Italiens. Viterbo gedenkt seiner Patronin jedes Jahr mit einem Stadtfest am 4. September, bei dem in einer Prozession eine Statue der als Heilige Verehrten durch die Straßen getragen wird. In und um Viterbo gibt es zahlreiche Abbildungen der hl. Rosa, meistens im Habit des dritten Ordens mit einem Kranz aus Rosen auf dem Haupt.
In Viterbo wird daher zu Ehren der Stadtheiligen Santa Rosa jedes Jahr in den Monaten Juli und August die Macchina di Santa Rosa aufgebaut, ein dreißig Meter hoher Turm. Dieser beleuchtete Turm, ein gehender Glockenturm, wird in einer feierlichen Prozession am Vorabend des 4. September von mehr als 100 Männern, facchini genannt, durch die Stadt getragen. Die facchini sind seit 1978 im Sodalizio dei Facchini di Santa Rosa verbunden und organisieren die Feierlichkeiten. 2005 stellte Viterbo den Antrag, als immaterielles Welterbe anerkannt zu werden. Bis 1946 erfolgten die Prozession und der Transport der Macchina gleichzeitig, bis 1974 am selben Tag. Seither wird, um der öffentlichen Sicherheit Willen, die Prozession um einen Tag vorgezogen, also am 2. September begangen. Dabei wurde der Corteo storico, der Vollzug einer der religiösen Prozession vorangehenden Prozession in historischer Kleidung, erst 1976 von den Klarissen eingeführt. Dies sollte an eine Entscheidung der obersten Autoritäten Viterbos von 1512 erinnern, dass alle Adligen, Notabeln und gehobenen Militärs sich an der Verehrung Rosas beteiligen sollten. Dabei handelt es sich heute um etwa 300 der führenden Personen Viterbos.
Anlässlich der 750-Jahr-Feier hielt Papst Johannes Paul II. 1984 eine Ansprache, in der er hervorhob, wie Rosa bedingungslos Gottes Ruf gefolgt sei, ebenso wie ihre heldenhafte Überzeugung in einem kurzen Leben, ein Leben, das die Intensität ihres Glaubens bewusst mache.
Nach ihr ist das Santa Rosa County in Florida benannt, ebenso wie eine Reihe von Kirchen in Italien, Mexiko und Brasilien. Das St. Rose of Viterbo Convent in Wisconsin ist das Mutterhaus der Franciscan Sisters of Perpetual Adoration. Diese gründeten die Viterbo University, eine private bis 1890 zurückreichende, im Jahr 2000 gegründete Universität in La Crosse (Wisconsin).

## Rezeption

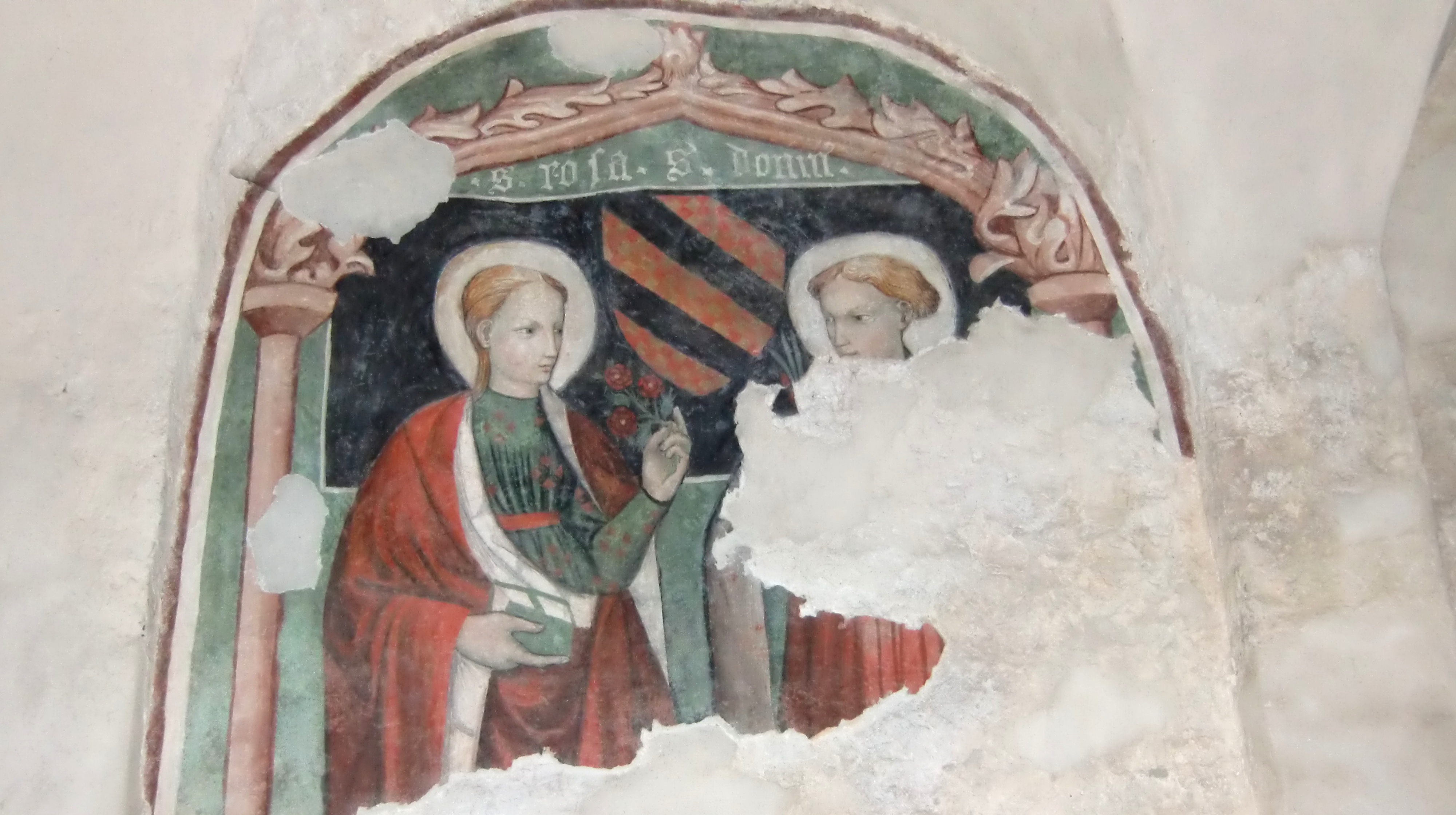
Darstellung von „s. rosa“ im Dom von Ivrea, 15. Jahrhundert

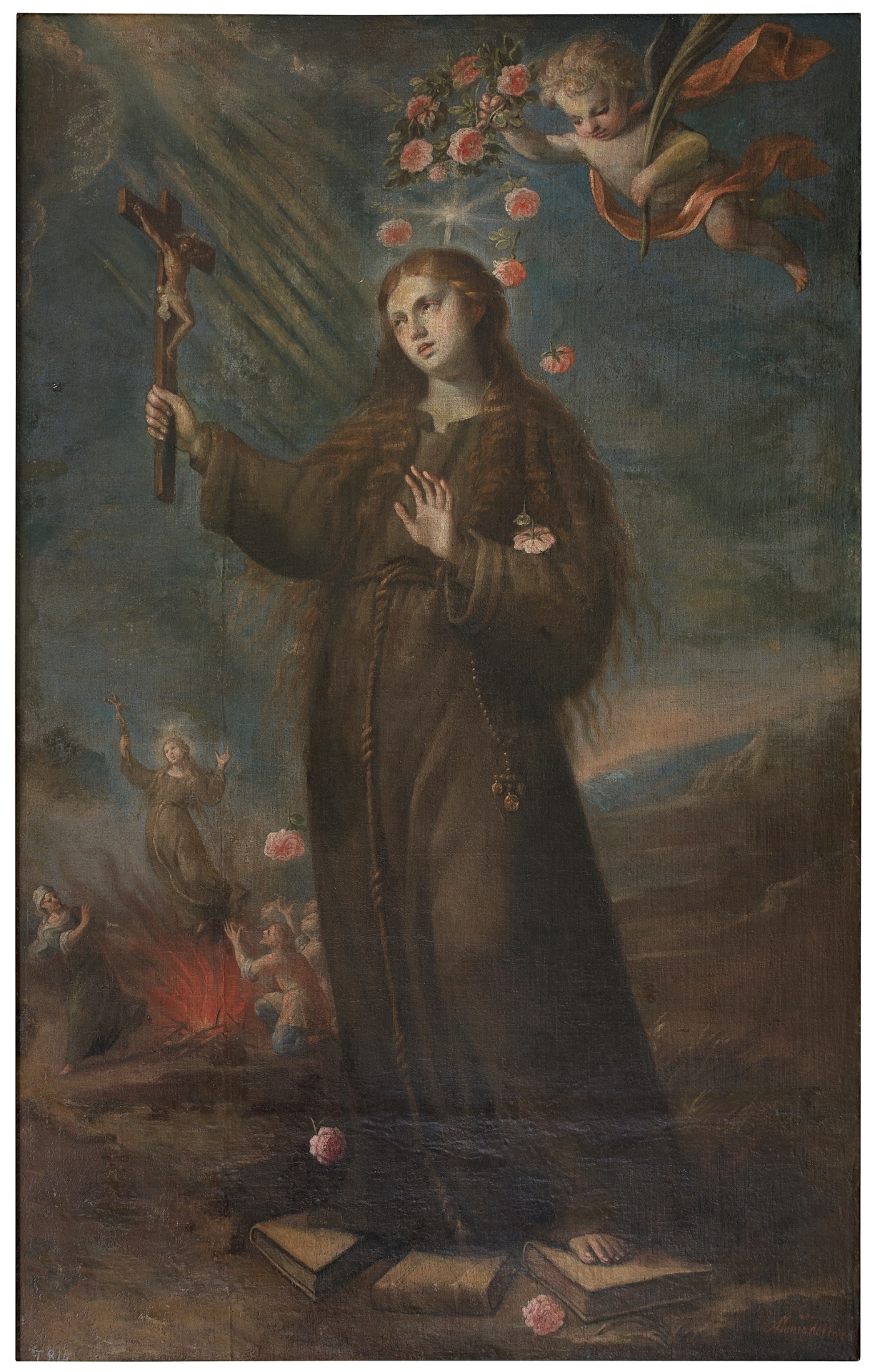
Rosa in einem Gemälde von Alonso del Arco (1635–1704), 223 mal 139 cm, Museo Nacional del Prado, Madrid

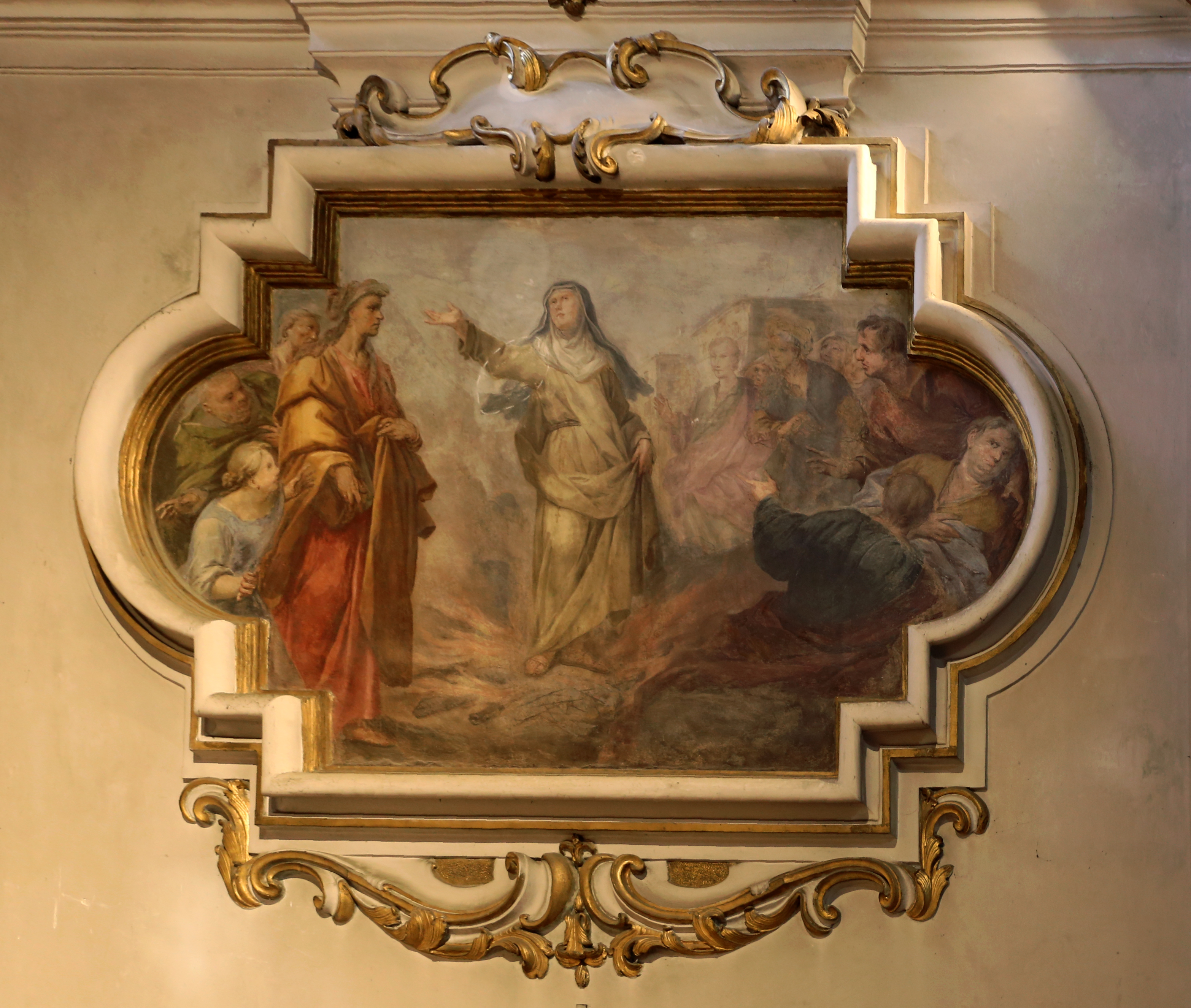
Giovanni Quinci: Die Heilige Rosa von Viterbo entkommt unverletzt den Flammen, um 1715, Ognissanti, Florenz

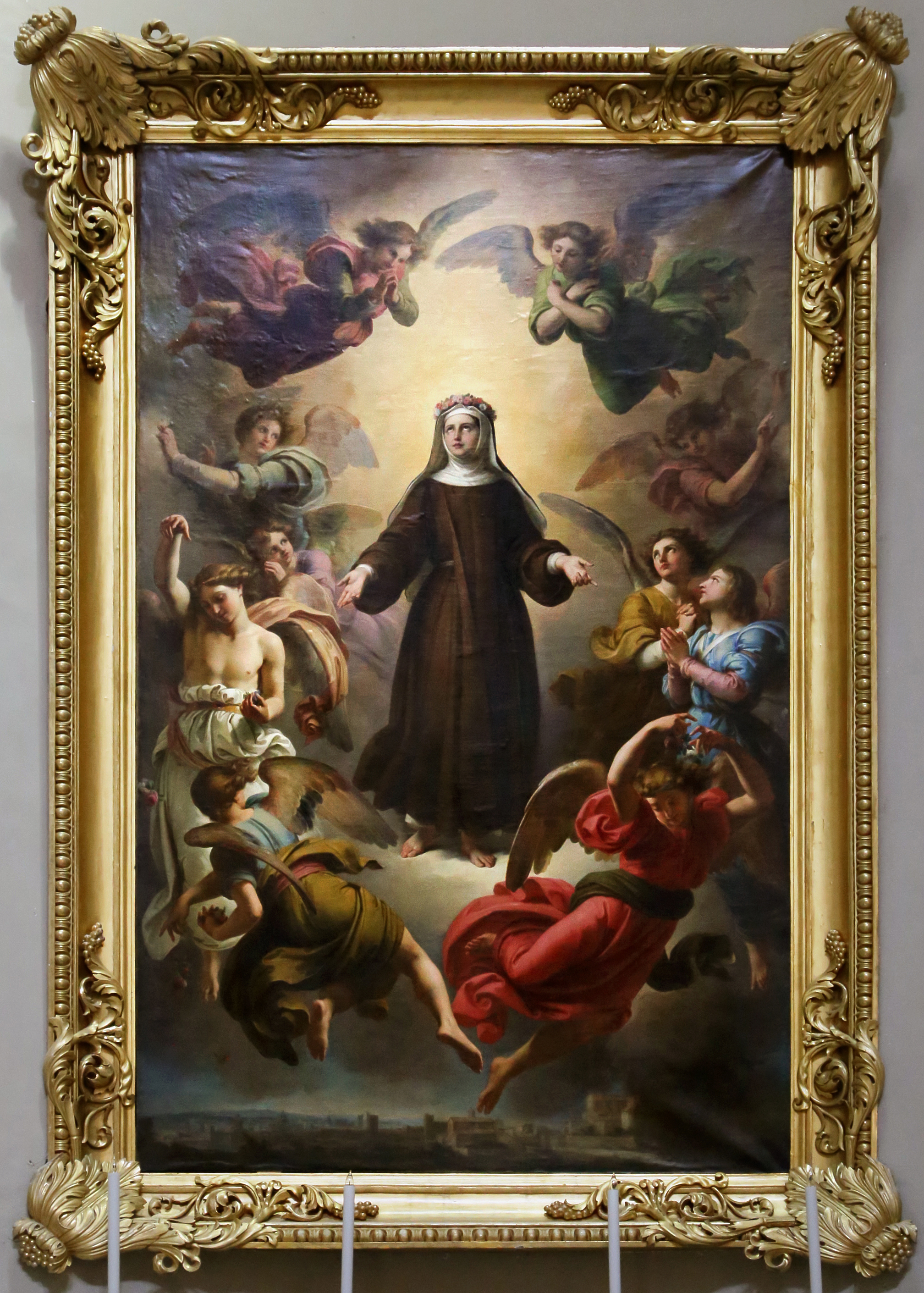
Die Apotheose der Rosa von Viterbo in der Apsis des dortigen Domes, Francesco Podesti zugeschrieben

### Reliquienschreine, Untersuchungen des Leichnams, Konservierung
Der heutige Reliquienschrein stammt von 1699. Er sollte nach den Vorstellungen des Kardinals Urbano Sacchetti, der von 1683 bis 1699 Bischof von Viterbo war, und der Äbtissin Aura Celeste Lozzi, den bescheidenen Holzschrein ersetzen, der sich heute in Rosas Geburtshaus befindet. Die Entscheidung fiel 1697. Der Schrein, der bis 1357 ihre Reliquien barg, war einem Brand zum Opfer gefallen. Da man sich vom Kuss einer Hand oder eines Fußes der Toten heilende Kräfte versprach, aber auch von dem Wasser, das ihre Hand benetzt hatte, war dies bei der Anfertigung zu berücksichtigen. Das Wasser wurde wegen seiner Heilkräfte von Kranken getrunken. Der verbrannte Schrein war 1358 auf Kosten des Schatzmeisters Angelo Tavernini und des Castellano della Rocca ersetzt worden. Auf dem jüngeren Schrein sind drei Wunder dargestellt, nämlich die Bekehrung der Häretikerin durch die Feuerprobe, die Wiedererweckung des Marco Gualdo und die Heilung der Blinden. Der ältere Schrein stellte hingegen vier Wunder dar. Dies bestätigt die besagte Quelle aus dem Jahr 1457. Aus dem Schrein, der zwischen 1358 und 1699 Rosas Leichnam barg, wurden mitunter Kreuze hergestellt, von denen eines 1803 an Papst Pius VII. geschickt wurde. 1462 wurde er von Francesco d'Antonio bemalt.
Der Künstler Giovanni Giardini aus Forli übernahm für 3148 Scudi und 38 Baiocchi die Aufgabe, einen neuen Schrein zu schaffen. Das Werk wurde am 25. November 1699 von Rom nach Viterbo gebracht. Am 28. Januar 1700 wurde Rosas Körper in den neuen Schrein gebracht. Lange war es üblich, für Besucher den Schrein zu öffnen, damit sie Rosas Hände küssen konnten. Um ihre sterblichen Überreste zu schützen, verfügte ein bischöfliches Dekret ein Öffnungsverbot, doch dies wurde erst 1921 endgültig durchgesetzt. Der römische Arzt und Chirurg Pietro Neri stellte fest, dass bei der Mumifizierung keinerlei künstliche Eingriffe vorgenommen worden waren, sondern, dass ihr Leichnam auf natürlichem Wege mumifiziert war. Das Herz erhielt 1921 ein eigenes Reliquiar, das die Gemeinde von Papst Benedikt XV. erhielt. 1922 wurde Rosa von Papst Benedikt zur Patronin der katholischen weiblichen Jugend Italiens erhoben.
1929 erhielt die Reliquie ein neues Gefäß von Papst Pius XI. Die Vermessung des Leichnams ergab eine Größe von 1,295 m und ein Gewicht von nur 5,18 kg. Er wurde am 13. November 1921 in einer Prozession durch die Stadt geführt. Dies geschah erneut im Oktober 1958, dann abermals am 2. September 1983 zu ihrem 750. Geburtstag. Eine erneute Messung ergab am 3. November 1962 eine Körpergröße von 1,37 m, ihr Gewicht lag unter 7 kg. 1995 wurde der Leichnam gereinigt, darunter von Lack- und Wachsschichten. Bei dieser Gelegenheit wurde auch ihre schwere Krankheit diagnostiziert. 1999 konnte im Kloster die Rekonstruktion ihres Gesichtes aufgrund anthropologischer Untersuchungen gezeigt werden.

### Untersuchung der hagiographische Darstellungen in der italienischsprachigen Wikipedia
Die Rezeption in der italienischsprachigen Wikipedia fand eine eigene wissenschaftliche Darstellung.
Nach dieser entstand die erste Fassung eines Artikels über Rosa am 12. August 2005. Bis zum 25. März 2018 seien in der italienischsprachigen Wikipedia, so die Autorinnen Rava und De Vizio, 195 Versionen entstanden (Rava, De Vizio, S. 87). Von Anfang an habe sich als Geburtsjahr 1233 gefunden (obwohl in der Catholic Encyclopedia als Geburtsjahr 1235 genannt werde), als Datum ihres Todes der 6. März 1252. Erwähnt werde in dem knappen Text, sie sei eine ‚Heilige‘ der katholischen Kirche und Patronin des großen Stadtfestes von Viterbo gewesen, bei dem am Vorabend des 4. Septembers die Macchina di Santa Rosa durch die Stadt getragen werde. Es folgen die hagiographischen Angaben, wie zu ihrem Leben, ihrem Eintritt in den Tertiarierorden, ihrer anti-ghibellinischen Propaganda, ihrem Exil, ihren vergeblichen Bemühungen um Aufnahme im Kloster des San Damiano („S. Maria dell’Ordine di San Damiano“), ihrer Beisetzung in der Kirche des Klosters und ihrer Eintragung ins Martyrologium. Auch gebe die italienischsprachige Wikipedia an, sie sei nie in den Heiligenkatalog gelangt. Als Belege dienen Viterbo e la Santa Patrona, Breve descrizione della processione, Biografia su santa Rosa da Viterbo (in spagnolo). Bereits am 3. September 2005 seien diese Angaben wegen einer vermuteten Verletzung des Urheberrechts entfernt worden (S. 88).
Am 29. November 2007 sei eine Abbildung eingefügt worden. Es handle sich um ein Gemälde des spanischen Malers Bartolomé Esteban Murillo, das sich im Worcester Art Museum in Massachusetts befinde. Damit habe Rosa, obwohl deren Aussehen nicht bekannt ist, ein Gesicht erhalten (S. 88).
Am 23. Januar 2008 wurden drei Werke zu ihrem Leben eingefügt, darunter eine Broschüre für die Gläubigen, oder ein Werk aus den Cadernos Franciscanos, die Rava und De Vizio beide als ‚propagandistisch‘ bezeichnen („pubblicazioni propagandistiche“, S. 88). Bald seien auch, so die Autorinnen, die gelöschten Angaben zu ihrem Leben nach und nach wieder aufgetaucht. Weitere Literatur sei ergänzt worden, doch keine aus der Feder eines Historikers (S. 89). Schließlich sei zutreffend der Begriff „biografia“ durch „agiografia“ ersetzt worden, was die Autorinnen als „più corretto“ bezeichnen.
Eine Ausnahme bei der zugrundegelegten Literatur stelle der Artikel von Maurizio Ulturale im Dizionario Biografico degli Italiani dar, der via Internet verfügbar wurde. Für den Artikel habe dieser inhaltlich jedoch keine Rolle gespielt. Unabhängig von der italienischen Version des Artikels entstanden in neun weiteren Sprachen Artikel zu Rosa. Allerdings führen nur zwei von ihnen, die lateinische und die portugiesische Version, Quellen auf, die vom selben Verfasser stammen würden (S. 92). Beide Beiträge stammen von einem Autor, der von sich sage, er habe Literaturgeschichte und Kulturanthropologie an der Universität von Rio de Janeiro studiert. In der lateinischen Fassung zitiere der Autor aus dem Brief Innozenz’ IV. Sic in sanctis suis, in der portugiesischen Fassung erscheine eine Übersetzung des Fragments aus dem 13. Jahrhundert. Vor diesem Hintergrund sei der Text stark von wundergläubigen und hagiographischen Belegen dominiert geblieben, wie die Autorinnen konstatieren, sie nennen die Autoren gar „wikiagiografi“ (S. 90), in einem weiteren Sinne „agiografi del web“ (S. 93). Schließlich besprechen sie auch die übrigen zu dieser Zeit bestehenden Sprachversionen, bemängeln die Verwechslung von „Damianite e Clarisse“, von Konvent und Kloster, selbst die Heiligsprechung werde als Faktum herausgekehrt (S. 91). Schließlich gehen sie auf die jeweiligen nationalen Wissenschaftstraditionen, die hinter den Sprachversionen ihrer Auffassung nach stehen, ein, die sich auch im Artikel über Rosa widerspiegeln.